# Verband Österreichischer Zeitungen
Der Verband Österreichischer Zeitungen (VÖZ) ist eine 1946 gegründete Branchenorganisation der Verlage von 49 Zeitungen und Zeitschriften in Österreich. Neben politischer Interessenvertretung zählen unternehmensübergreifendes Marketing, die Funktion eines Arbeitgeberverbands und die Mitwirkung bei der Definition von Werbeträgerstandards zu den Aktivitäten des Verbands.
In Kooperation mit dem Bildungsministerium und den Schulbehörden ist der Verband Träger von MISCHA - Medien in Schule und Ausbildung, eines der größten Projekte der Leseförderung in Österreich. Ehrenamtlicher Verbandspräsident ist seit 2024 Maximilian Dasch (Salzburger Nachrichten). Hauptamtlicher Geschäftsführer ist seit 2006 Gerald Grünberger. Der Verband ist Mitglied der europäischen Verlegerverbände ENPA und EMMA sowie des internationalen Verbandes WAN-IFRA World Association of Newspapers and News Publishers.
Seit 2023 engagiert sich der VÖZ verstärkt gegen Wettbewerbsverzerrungen und Verdrängungswettbewerb.

## Präsidenten
- Maximilian Dasch (Salzburger Nachrichten): seit 2024[4]

- Markus Mair (Styria Media Group): seit 2018[5]
- Thomas Kralinger, Kurier und Mediaprint: 2012–2018[5]
- Hans Gasser, WirtschaftsBlatt: 2010–2012
- Horst Pirker, Styria Media Group: 2004–2010
- Franz Ivan, Die Presse: 2001–2004
- Max Dasch, Salzburger Nachrichten: 1997–2001
- Werner Schrotta, OÖ Nachrichten: 1991–1997
- Herbert Binder, NÖN: 1987–1991
- Julius Kainz, Kleine Zeitung: 1979–1987
- Harald Egger, Arbeiter-Zeitung: 1977–1979
- Helmut Lenhardt, Kurier: 1976–1977
- Hans Mösel, Die Wirtschaft: 1974–1976
- Hanns Sassmann, Kleine Zeitung: 1970–1974
- Joseph S. Moser, Tiroler Tageszeitung: 1967–1970
- Franz Größl, Neues Volksblatt: 1962–1967
- Karl Flödl, Neues Volksblatt: 1952–1962
- Oskar Helmer, Arbeiter-Zeitung: 1946–1952